# ハワイ-天皇海山列の火山の一覧

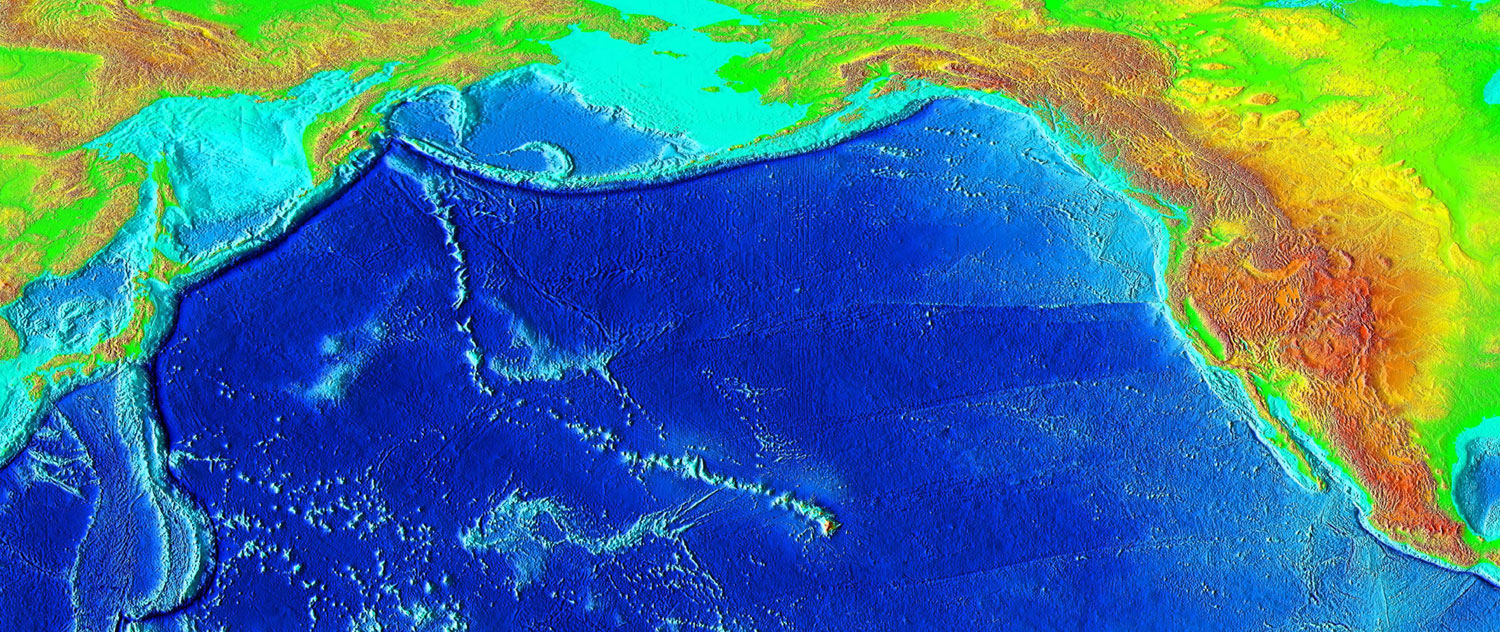
ハワイ-天皇海山列。ハワイ諸島と天皇海山列は大きくL字に曲がっている。

ハワイ-天皇海山列は、太平洋に連なる火山と海山群である。これはマントルの高温岩体の噴出口であるハワイ・ホットスポット上を海洋地殻が移動することにより形成したと考えられている。海洋地殻がマグマの供給源から離れると噴火の頻度は減少し、力を失っていく。火山の浸食と海底の地盤沈下により次第に火山は小さくなっていく。沈下と浸食によって最初に環礁島または環礁となる。さらに海面より沈下すると海山または平頂海山となる。この表はホットスポットからの距離順に並べている。
ハワイ-天皇海山列は3つに分けることができる。まず、ハワイ州に属するハワイ群島（ウィンドワード諸島とも呼ぶ）である。ホットスポットに近いため火山活動の状態が若く、年代は40万年〜510万年の範囲である。ハワイ島は、キラウエア火山とマウナ・ロア山の2つの活火山を含む計5つの火山を有する。ロイヒ海山はハワイ島の沖で成長を続けているハワイ諸島では唯一の未だに海面下に存在する成長中の火山(Submarine preshield stage)である。
2つ目はリーワード諸島とも呼ばれる北西ハワイ諸島で構成され、その年代は720万〜2770万年である。火山活動はずっと前に終了し、そのほとんどは環礁または環礁島となったか消滅している。世界で最も北に位置する環礁群でありその北端はクレ環礁である。2006年6月15日にはジョージ・W・ブッシュアメリカ合衆国大統領は、遺跡保存法に則りパパハナウモクアケア海洋国家遺産への指定を宣言した。この国定記念物化は、ハワイ諸島の生物多様性を保護するためのもので、北方の島をすべて含む世界最大級の保護区となっている。この宣言は区域内への観光を制限し、2011年までの段階的な漁業の禁止を求めている。
最も古く、浸食を受けた天皇海山列の部分の年代は3900万年〜8500万年の範囲である。天皇海山列とハワイ諸島の向きは約60度の角度でL字型に曲がっている。この屈曲はプレートの移動方向の比較的急激な変化だと長い間考えられていたが、2003年の調査ではホットスポット自体の移動が屈曲の原因であったことが示唆された。この学説については現在議論が行われている。この部分の火山は遥か以前からすべて海面下で、海山か平頂海山となっている。多くの海山は天皇の名前がつけられている。海山列は西太平洋に伸びており、アメリカ-ロシア国境付近の千島海溝の沈み込み帯で終了する

## ハワイ諸島
| 名前               | 島             | 最後の噴火           | 位置                                                                          | 年齢（年）                                | 備考 |
| ------------------ | -------------- | -------------------- | ----------------------------------------------------------------------------- | ----------------------------------------- | --- |
| ロイヒ海山         | 海山           | 1996（活火山）       | 北緯18度32分 西経155度16分 / 北緯18.54度 西経155.27度                         | 400,000                                   | ハワイ島の南東35 km (22 mi)にある海底火山。将来的に海面上に現れ最も新しいハワイ諸島の島となる。                                                                                |
| キラウエア火山     | ハワイ島       | 噴火                 | 北緯19度25分 西経155度17分 / 北緯19.417度 西経155.283度                       | 300,000–600,000                           | キラウエア火山は地球でもっとも活動的な火山だと考えられている。 キラウエア火山の噴石丘のプウ・オオは1983年1月3日から断続的に噴火。この6世紀でもっとも長期間におよぶ噴火である。 |
| マウナ・ロア山     | ハワイ島       | 1984（活火山）       | 北緯19度28分46.3秒 西経155度36分09.6秒 / 北緯19.479528度 西経155.602667度     | 700,000〜100万年                          | 地球で最も大きい火山 |
| フアラライ山       | ハワイ島       | 1801（活火山）       | 北緯19度41分32秒 西経155度52分02秒 / 北緯19.69222度 西経155.86722度           | > 300,000                                 | ハワイ島の西端に位置 |
| マウナ・ケア山     | ハワイ島       | 4460 BP（休火山）    | 北緯19度49分14.39秒 西経155度28分05.04秒 / 北緯19.8206639度 西経155.4680667度 | 〜100万年                                 | 海底から計測すれば世界でもっとも標高が高い |
| コハラ山           | ハワイ島       | 120,000 BP（死火山） | 北緯20度05分10秒 西経155度43分02秒 / 北緯20.08611度 西経155.71722度           | 〜 12万–100万年                           | ハワイ島を構成する最も古い火山 |
| マフコナ海山       | 海山           | —                    | 北緯20度01分0秒 西経156度1分0秒 / 北緯20.01667度 西経156.01667度              | K-Ar 298,000±25,000および310,000±31,000。 | ずっと以前に海中に没した |
| ハレアカラ山       | マウイ島       | 西暦1480〜1600年の間 | 北緯20度42分35秒 西経156度15分12秒 / 北緯20.70972度 西経156.25333度           | 〜 200万年                                | マウイ島の75%以上を構成する |
| 西マウイ山         | マウイ島       | —                    | 北緯20度54分 西経156度37分 / 北緯20.900度 西経156.617度                       | K-Ar 132±4万年                            | マウイ島の西側1/4を形成しているが、かなり浸食された盾状火山 |
| カホオラウェ島     | カホオラウェ島 | —                    | 北緯20度33分 西経156度36分 / 北緯20.550度 西経156.600度                       | K-Ar > 103±18万年                         | 8つの主なハワイ諸島の島で一番小さい。無人島。 |
| ラナイ島           | ラナイ島       | —                    | 北緯20度50分 西経156度56分 / 北緯20.833度 西経156.933度                       | K-Ar date of 128±4万年                    | 6番目に大きい島 ラナイ・シティは島内唯一の都市 |
| 東モロカイ山       | モロカイ島     | —                    | 北緯21度7分 西経156度51分 / 北緯21.117度 西経156.850度                        | K-Ar 176±4万年                            | 150万年前に北半分が大きく崩壊した 南半分のみ海上に残った |
| 西モロカイ山       | モロカイ島     | —                    | 北緯21度9分 西経157度14分 / 北緯21.150度 西経157.233度                        | K-Ar date of 190±6万年                    | |
| ペンギンバンク海山 | 海山           | —                    |                                                                               |                                           | |
| コオラウ山脈       | オアフ島       | —                    | 北緯21度19分 西経157度46分 / 北緯21.317度 西経157.767度                       | 270万年                                   | モロカイ島の崩壊前に東側で大きな崩壊があった |
| ワイアナエ山脈     | オアフ島       | 〜170万年            | 北緯21度30分 西経158度9分 / 北緯21.500度 西経158.150度                        | 〜170–390万年; K-Ar 370±10万年            | 島の西半分を構成するが大きく浸食されている |
| カウラ島           | カウラ島       | —                    | 北緯21度39分 西経160度32分 / 北緯21.650度 西経160.533度                       | K-Ar 400±20万年                           | 小さな三日月形の島。ダイバーや釣り人が来るが無人島である |
| ニイハウ島         | ニイハウ島     | —                    | 北緯21度54分 西経160度10分 / 北緯21.900度 西経160.167度                       | K-Ar 489±11万年                           | 最も小さい有人島 |
| カウアイ島         | カウアイ島     | —                    | 北緯22度05分 西経159度30分 / 北緯22.083度 西経159.500度                       | K-Ar 510±20万年                           | ハワイ諸島の中で4番目に大きくもっとも古く、ワイアレアレ山があり、地球上で最も降雨量が多い地域の一つ                                                                            |

## 北西ハワイ諸島
| 名前                       | タイプ             | 位置                                                                               | 年齢               | 備考 |
| -------------------------- | ------------------ | ---------------------------------------------------------------------------------- | ------------------ | --- |
| ニホア島                   | 浸食による消滅段階 | 北緯23度03分38秒 西経161度55分19秒 / 北緯23.06056度 西経161.92194度                | K-Ar 720±30万年    | 紀元前1000年頃には少数の島民がいたとされる小さな岩石島。宗教的な場所や農地、墓など80以上の遺跡が存在                            |
| ネッカー島                 | 浸食による消滅段階 | 北緯23度03分 西経161度55分 / 北緯23.050度 西経161.917度                            | K-Ar 1,030±40万年  | 古代ハワイ人による宗教施設や人工物がある小さな無人島                                                                            |
| フレンチフリゲート瀬       | 環礁               | 北緯23度52分08秒 西経166度17分10秒 / 北緯23.8689度 西経166.2860度                  | 1,200万年          | 北西ハワイ諸島で最大の環礁 |
| ガードナー尖礁             | 環礁島             | 北緯25度01分 西経167度59分 / 北緯25.017度 西経167.983度                            | K-Ar 1,230±100万年 | 2つの岩礁が礁に囲まれている |
| マロ環礁                   | 環礁               | 北緯25度25分 西経170度35分 / 北緯25.417度 西経170.583度                            | 1,230 - 1,990万年  | 北西ハワイ諸島で最大のサンゴ礁                                                                                                  |
| レイサン島                 | 環礁島             | 北緯25度46分03秒 西経171度44分00秒 / 北緯25.7675度 西経171.7334度                  | K-Ar 1,990±30万年  | ハワイ名の「カウオ」は卵の意味。すべてのハワイ諸島で5つある自然湖のうちの一つがある                                             |
| リシアンスキー島           | 環礁島             | 北緯26度3分48.6564秒 西経173度57分57.346秒 / 北緯26.063515667度 西経173.96592944度 | 1,990 - 2,060万年  | オアフ島と同じサイズの巨大なサンゴ礁に囲まれた小島、1805年に付近で座礁したロシア海軍の船の船長の名から命名された                |
| パールアンドハーミーズ環礁 | 環礁島             | 北緯27度48分 西経175度51分 / 北緯27.800度 西経175.850度                            | K-Ar 2,060±270万年 | 砂の小島がいくつかありその周りにラグーンとサンゴ礁がある。1822年に難破した2隻の船から命名                                       |
| ミッドウェー島             | 環礁島             | 北緯28度12分 西経177度21分 / 北緯28.200度 西経177.350度                            | K-Ar 2,770±60万年  | 2つの小島と環状の堡礁からなる。太平洋の中央に位置することからミッドウェーと名付けられ、第二次世界大戦中には重要な戦闘があった。 |
| クレ環礁                   | 環礁               | 北緯28度25分 西経178度20分 / 北緯28.417度 西経178.333度                            | 2,770 - 3,870万年  | 世界最北のサンゴ礁 |

## 天皇海山列
「頂上の深度」にある「比高差」は、山体の麓の深海底から山体の山頂までの高さを表す。
| 名前                   | タイプ   | 位置                                                                | 頂上の深度            | 年齢                                                         | 備考                                             |
| ---------------------- | -------- | ------------------------------------------------------------------- | --------------------- | ------------------------------------------------------------ | ------------------------------------------------ |
| East Windward          | 平頂海山 | 北緯28度54分 西経178度37分 / 北緯28.900度 西経178.617度             | 124m                  | 2,770 - 3,870 万年                                           | —                                                |
| Academician Berg       | 平頂海山 | 北緯28度51分00秒 西経178度52分00秒 / 北緯28.85000度 西経178.86667度 | 182m                  | 2,770 - 3,870 万年                                           | —                                                |
| West Windward          | 平頂海山 | 北緯28度49分50秒 西経179度07分50秒 / 北緯28.83056度 西経179.13056度 | 254m                  | 2,770 - 3,870 万年                                           | —                                                |
| Helsley                | 平頂海山 | 北緯28度54分 西経179度34分 / 北緯28.900度 西経179.567度             | 159m                  | 2,770 - 3,870 万年                                           | ハワイ大学のCharles Helsleyに因んで命名          |
| East Townsend Cromwell | 海山     | 北緯29度41分 東経179度20分 / 北緯29.683度 東経179.333度             | 506m                  | 2,770 - 3,870 万年                                           | 海洋学者のTownsend Cromwellに因んで命名          |
| Townsend Cromwell      | 海山     | 北緯29度47分 東経179度03分 / 北緯29.783度 東経179.050度             | 209m                  | 2,770 - 3,870 万年                                           | 海洋学者のTownsend Cromwellに因んで命名          |
| ハンコック海山         | 海山     | 北緯30度15分 東経178度50分 / 北緯30.250度 東経178.833度             | 298m                  | 2,770 - 3,870万年                                            | —                                                |
| De Veuster             | 海山     | 北緯30度22分30秒 東経177度34分00秒 / 北緯30.37500度 東経177.56667度 | 474m                  | 2,770 - 3,870万年                                            | おそらくダミアン神父の本名に因んで命名           |
| コラハン海山           | 海山     | 北緯31度15分 東経176度0分 / 北緯31.250度 東経176.000度              | 232m                  | K-Ar 3,870±20万年                                            | —                                                |
| アボット海山           | 海山     | 北緯31度48分 東経174度18分 / 北緯31.800度 東経174.300度             | 1,680m                | K-Ar 4,150±30万年                                            | —                                                |
| 大覚寺海山             | 平頂海山 | 北緯32度5.00分 東経172度18分 / 北緯32.08333度 東経172.300度         | 1,050m                | K-Ar 42.4±2.3および4,670±10万年                              | 大覚寺統から命名                                 |
| 桓武海山               | 平頂海山 | 北緯32度10分 東経173度0分 / 北緯32.167度 東経173.000度              | 319m （292m）         | 4,240 - 4,340万年                                            | 桓武天皇から命名                                 |
| 雄略海山               | 平頂海山 | 北緯32度40.20分 東経172度16.20分 / 北緯32.67000度 東経172.27000度   | 492m （300m）         | K-Ar 4,340±160万年                                           | 雄略天皇から命名                                 |
| 後白河海山             | 平頂海山 | 北緯32度39分 東経171度34分 / 北緯32.650度 東経171.567度             | 3,203m                | ~4,000万年                                                   | 後白河天皇から命名                               |
| 後三条海山             | 平頂海山 | 北緯32度54分 東経171度34分 / 北緯32.900度 東経171.567度             | 2,620m                | ~4,000万年                                                   | 後三条天皇から命名                               |
| 鳥羽海山               | 平頂海山 | 北緯33度14分 東経171度39分 / 北緯33.233度 東経171.650度             | 963m                  | ~4,000万年                                                   | 鳥羽天皇から命名                                 |
| 源氏海山               | 海山     | 北緯33度20分 東経172度14分 / 北緯33.333度 東経172.233度             | 2,550m                | ~4,000万年                                                   | 光源氏から命名                                   |
| 欽明海山               | 海山     | 北緯33度40.84分 東経171度38.07分 / 北緯33.68067度 東経171.63450度   | 1,560m                | K-Ar 3,990±120および4,790±20万年                             | 欽明天皇から命名                                 |
| 文武海山               | 海山     | 北緯34度15分 東経171度15分 / 北緯34.250度 東経171.250度             | ※比高差約3,000m       |                                                              | 2006年、文武天皇から命名                         |
| （無名）               | 海山     | 北緯34度57分00秒 東経171度35分40秒 / 北緯34.95000度 東経171.59444度 | 82m                   |                                                              | 光孝海山と同じ山体                               |
| 光孝海山               | 平頂海山 | 北緯35度15分00秒 東経171度35分00秒 / 北緯35.25000度 東経171.58333度 | 247m                  | K-Ar 4,810±80、 5,040±10（南側）、および5,260±80（北側）万年 | 光孝天皇から命名                                 |
| 持統海山               | 海山     | 北緯36度17分 東経171度38分 / 北緯36.283度 東経171.633度             | ※比高差約4,000m       |                                                              | 2006年、持統天皇から命名                         |
| （無名）               | 平頂海山 | 北緯36度47分45秒 東経171度21分50秒 / 北緯36.79583度 東経171.36389度 | 84m                   | 4,810 - 5,520万年                                            |                                                  |
| 応神海山               | 平頂海山 | 北緯37度58.20分 東経170度22.80分 / 北緯37.97000度 東経170.38000度   | 1,848m                | K-Ar 5,520±70万年                                            | 応神天皇から命名                                 |
| 神功海山               | 平頂海山 | 北緯38度50分 東経171度15分 / 北緯38.833度 東経171.250度             | 2,194m                | K-Ar 5,540±90万年                                            | 神功皇后から命名                                 |
| 仁徳海山               | 平頂海山 | 北緯41度4.80分 東経170度34.20分 / 北緯41.08000度 東経170.57000度    | 949m                  | K-Ar 5,620±60万年                                            | 仁徳天皇から命名                                 |
| ニニギ海山             | 海山     | 北緯41度44分 東経170度12分 / 北緯41.733度 東経170.200度             | 1,549m                | 5,620 - 5,960万年                                            | ニニギノミコトから命名                           |
| 後醍醐海山             | 海山     | 北緯41度51分 東経170度33分 / 北緯41.850度 東経170.550度             | 1,560m                | 5,620 - 5,960万年                                            | 後醍醐天皇から命名                               |
| 用明海山               | 平頂海山 | 北緯42度18分 東経170度24分 / 北緯42.300度 東経170.400度             | 543m、※比高差約4,600m | 5,620 - 5,960万年                                            | 用明天皇から命名                                 |
| 昭和海山               | 平頂海山 | 北緯42度59分 東経170度21分 / 北緯42.983度 東経170.350度             | 387m                  | 5,620 - 5,960万年                                            | 昭和天皇から命名                                 |
| 嵯峨海山               | 平頂海山 | 北緯43度24分 東経169度59分 / 北緯43.400度 東経169.983度             | 68m                   | 5,620 - 5,960万年                                            | 嵯峨天皇から命名                                 |
| 推古海山               | 海山     | 北緯44度35分 東経170度20分 / 北緯44.583度 東経170.333度             | 1,572m                | K-Ar 5,960±60（南側）、6,470±110（中央）、および6,090±30万年 | 推古天皇から命名                                 |
| 天武海山               | 海山     | 北緯45度40分 東経170度00分 / 北緯45.667度 東経170.000度             | ※比高差約4,500m       |                                                              | 2006年、天武天皇から命名                         |
| 神武海山               | 海山     | 北緯46度00分 東経169度25分 / 北緯46.000度 東経169.417度             | 1,299m                |                                                              | 神武天皇から命名                                 |
| 斉明海山               | 海山     | 北緯47度25分 東経169度03分 / 北緯47.417度 東経169.050度             | ※比高差約4,000m       |                                                              | 2006年、斉明天皇から命名                         |
| Winnebago              | 平頂海山 | 北緯48度10分 東経168度20分 / 北緯48.167度 東経168.333度             | 1,680m                | 6,000 - 8,100万年                                            |                                                  |
| 天智海山               | 平頂海山 | 北緯48度50分 東経168度30分 / 北緯48.833度 東経168.500度             | 1,857m                | 6,000 - 8,100万年                                            | 天智天皇から命名                                 |
| 舒明海山               | 海山     | 北緯49度40分 東経168度13分 / 北緯49.667度 東経168.217度             | ※比高差約2,000m       |                                                              | 2006年、舒明天皇から命名                         |
| デトロイト海山         | 海山     | 北緯51度28.80分 東経167度36分 / 北緯51.48000度 東経167.600度        | 1,498m                | 〜 8,100万年                                                 | 降伏文書調印に随伴した軽巡洋艦デトロイトから命名 |
| 明治海山               | 海山     | 北緯53度12分 東経164度30分 / 北緯53.200度 東経164.500度             | 2,720m                | 8,500万年                                                    | 明治天皇から命名。海山列で最も古い               |